# Українська греко-католицька церква в Естонії
Українська греко-католицька церква в Естонії — громади (парафії) українських греко-католиків у Естонії.

## Історія
Перша українська греко-католицька парафія в Естонії була заснована з благословення Києво-Галицького митрополита Кир Володимира Стернюка в 1991 році у м. Таллінн.
Від 1994 року парохія м. Таллінн орендувала, а в 1998 році викупила в Естонської лютеранської церкви каплицю з прилеглою територією, що знаходиться в старому місті. Після реставрації каплиця була пристосована під приміщення церкви.
В жовтні 2000 року Талліннська парохія УГКЦ була освячена на честь Божої Матері Троєручиці — заступниці всіх невинно скривджених.
Чин освячення звершив Його Блаженство Любомир Гузар — Глава УГКЦ (2001—2011).
Тепер в Естонії існує три греко-католицькі громади, окрім Талліннської парафії, також в містах Тарту та Пилва.
Офіційний сайт УГКЦ в Естонії — www.ugcc.ee